# 1976年インスブルックオリンピックのノルディック複合競技
1976年インスブルックオリンピックのノルディック複合競技（1976ねんインスブルックオリンピックのノルディックふくごうきょうぎ）は1976年2月8日、2月9日に行われた。

## 競技の結果

### 個人P70/15km
- 東ドイツのウルリヒ・ベーリンクがオリンピック2連覇を達成した。
- 前半ジャンプ1976年2月18日
- 後半クロスカントリー1976年2月18日

| 順位 | 国・地域     | 氏名                   | 記録                     |
| ---- | ------------ | ---------------------- | ------------------------ |
| 金   | 東ドイツ     | ウルリヒ・ベーリンク   | 423.390（JP1位、CC13位） |
| 銀   | 西ドイツ     | ウルバン・ヘティヒ     | 418.900（JP11位、CC1位） |
| 銅   | 東ドイツ     | コンラート・ビンクラー | 417.47（JP4位、CC7位）   |
| 4    | フィンランド | ラウノ・ミエッティネン | 411.300（JP2位、CC19位） |
| 5    | 東ドイツ     | クラウス・ツェシェラー | 409.510（JP3位、CC20位） |
| 6    | ソビエト連邦 | ニコライ・ノゴヴィチン | 406.440（JP16位、CC3位） |
| 7    | ソビエト連邦 | ヴァレリー・コパレフ   | 406.140（JP9位、CC8位）  |
| 8    | ノルウェー   | トム・サントベルク     | 405.530（JP17位、CC4位） |
| 9    | ノルウェー   | ポール・シェトネ       | 402.590（JP7位、CC12位） |
| 10   | フィンランド | エルッキ・キルピネン   | 402.260（JP8位、CC11位） |